# AOI (electrònica)

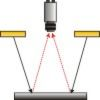
Fig.1 Representació esquemàtica d'una font lluminosa central amb els sensors òptics (de color groc). De color gris la superfície a inspeccionar.

AOI (acrònic d'Automated Optical Inspection) és un exemple de proves de caixa blanca on una sonda elèctrònica de visió òptica verifica un circuit imprès (PCB), comprovant els curtcircuits, circuits oberts, polaritat, resistència, capacitat o altres paràmetres elèctrics bàsics amb la finalitat d'assegurar la correcta fabricació d'un circuits.

## Inspecció òptica
La inspecció òptica pot verificar els següents punts :
- Defectes de posicionat i presència de components.
- Defectes de polaritat de condensadors i unions de semiconductors.
- Defectes de curtcircuits i circuits oberts.
- Defectes de procés de soldadura.
- Defectes de valors de components (sempre que el component tingui la referències impresa).